# Lomanthus bangii
Lomanthus bangii là một loài thực vật có hoa trong họ Cúc. Loài này được (Rusby) B. Nord. & Pelser mô tả khoa học đầu tiên năm 2009.